# Modicogryllus bordigalensis
Modicogryllus bordigalensis är en insektsart som först beskrevs av Pierre André Latreille 1804.  Modicogryllus bordigalensis ingår i släktet Modicogryllus och familjen syrsor.

## Underarter
Arten delas in i följande underarter:
- M. b. bordigalensis
- M. b. turcomanorum
- M. b. turcomana